# لاري وارد
لاري وارد (بالإنجليزية: Larry Ward)‏ هو ممثل أمريكي، ولد في 3 أكتوبر 1924 في الولايات المتحدة، وتوفي في 16 فبراير 1985 بلوس أنجلوس في الولايات المتحدة.

## وصلات خارجية
- لاري وارد على موقع IMDb (الإنجليزية)
- لاري وارد على موقع أول موفي (الإنجليزية)
- لاري وارد على موقع قاعدة بيانات الفيلم (الإنجليزية)